# Revue de l'histoire des religions
 (juin 2020).
La Revue de l'histoire des religions est une publication trimestrielle fondée en 1879, dont la rédaction est établie au Collège de France. Son champ d’étude concerne toutes les formes du domaine religieux, des origines à nos jours. Ouverte à une collaboration française et étrangère, cette revue alterne mélanges et numéros thématiques.

## Historique
La revue est lancée en automne 1879 par l'industriel lyonnais Émile Guimet. Le premier numéro paraît en 1880, à Paris, chez l'éditeur Ernest Leroux. La direction de la revue est confiée à Maurice Vernes, un fils de pasteur, spécialiste du judaïsme, quelques années avant que ce dernier ne devienne le président de la section des sciences religieuses à l'École pratique des hautes études.
En 1988, les responsables de La Revue de l'histoire des religions mettent en place pour la première fois un conseil de rédaction composé de l'anthropologue Jean Bazin, de l'historienne helléniste Nicole Loraux, de l'historien des religions Charles Malamoud et de l'historien et éditeur Maurice Olender, sous la direction de l'historien du christianisme et archéologue Antoine Guillaumont et de Charles Amiel.

## Politique éditoriale
Maurice Vernes affirme son refus de tout dogme et veut appliquer les méthodes critiques et historiques aux faits religieux, mettant sur un même plan les textes bibliques, le judaïsme, le Coran et les textes de l'Islam, les religions chinoises, les mythologies égyptienne, grecque ou romaine, etc. Un de ses objectifs est aussi de rendre possible l'enseignement des religions dans l'enseignement public et obligatoire.
La Revue de l'histoire des religions publie régulièrement des numéros dédiés à un thème, avec un coordinateur particulier, par exemple en 1988 un numéro coordonné par Marcel Detienne sur la question : « Qu'est-ce qu'un dieu ? ».
Depuis 2005, les numéros sont accessibles en texte intégral trois ans après la sortie de la version papier. La revue est hébergée par le portail de revues scientifiques OpenEdition Journals.